# الألعاب الآسيوية الشتوية 2003
الألعاب الآسيوية الشتوية 2003 هي النسخة الـ 5 من الألعاب الآسيوية الشتوية. أقيمت في اليابان من 1 فبراير إلى 8 فبراير. شارك فيها 641 رياضياً من 17 بلداً.

## جدول الميداليات
البلد المستضيف
| الترتيب  | منتخب          | ذهبية | فضية | برونزية | المجموع |
| -------- | -------------- | ----- | ---- | ------- | ------- |
| 1        | اليابان        | 24    | 23   | 20      | 67      |
| 2        | كوريا الجنوبية | 10    | 8    | 10      | 28      |
| 3        | الصين          | 9     | 11   | 13      | 33      |
| 4        | كازاخستان      | 7     | 7    | 6       | 20      |
| 5        | لبنان          | 1     | 1    | 0       | 2       |
| 6        | كوريا الشمالية | 0     | 1    | 1       | 2       |
| 7        | أوزبكستان      | 0     | 0    | 1       | 1       |
| الإجمالي | الإجمالي       | 51    | 51   | 51      | 153     |

## البلدان المشاركة
|  | - الصين - تايوان - الهند - إيران - اليابان | - كازاخستان - قرغيزستان - لبنان - منغوليا - نيبال | - كوريا الشمالية - باكستان - فلسطين - كوريا الجنوبية - طاجيكستان | - تايلاند - أوزبكستان |  |